# Choice Music Prize
Choice Music Prize este un premiu muzical acordat anual începând cu anul 2005 celui mai bun album al unei formații sau a unui cântăreț care își are domiciliul în Irlanda.

## Legături externe
- Site oficial